# スタジオマメズ
スタジオマメズは、二人組アーティスト集団。東京都生まれ、東京都在住。2005年結成。
白河剣太狼とchamiにより、日本を中心に世界中で芸術活動を行っている。アートワークは主に日本画材や墨、アクリル絵具、立体造形、カンヴァス、写真などを使用し、ユーモラスでダークな世界を描く。様々な企業やアーティストとのコラボレーションを手掛けつつ、原画展を定期的に行っている。